# Los Tarantos
Los Tarantos é um filme de drama espanhol de 1963 dirigido e escrito por Francisco Rovira Beleta, baseado no drama Romeu e Julieta de William Shakespeare. Foi indicado ao Oscar de melhor filme estrangeiro na edição de 1964, representando a Espanha.

## Elenco
- Carmen Amaya - Angustias
- Sara Lezana - Juana
- Daniel Martín - Rafael
- Antonio Gades - Mojigondo
- Antonio Prieto - Rosendo